# Tambov
Tambov (en russe : Тамбов) est une ville de Russie et le centre administratif de l'oblast de Tambov. Sa population s'élevait à 292 140 habitants en 2020. Elle est la plus grande ville de Russie à ne pas être contrôlée par Russie unie, la ville étant le fief de Rodina.

## Géographie

### Situation
Tambov est arrosée par la rivière Tsna et se trouve à 419 km au sud-est de Moscou.

### Climat
Tambov possède un climat de type continental similaire à celui de Moscou avec une amplitude thermique entre les saisons un peu plus importante (2 à 3 °C de différence) et des précipitations moindres. La neige recouvre le sol en moyenne 134 jours par an de la mi-novembre à la fin mars. La hauteur de neige peut atteindre 80 cm au milieu de l'hiver.
- Température record la plus froide : −37,4 °C (19 janvier 2006)
- Température record la plus chaude : 41,1 °C (28 juillet 2010)
- Nombre moyen de jours avec de la neige dans l'année : 100
- Nombre moyen de jours de pluie dans l'année : 126
- Nombre moyen de jours avec de l'orage dans l'année : 28
- Nombre moyen de jours avec tempête de neige dans l'année : 20

| Mois                                  | jan.       | fév.       | mars       | avril      | mai       | juin      | jui.      | août     | sep.      | oct.       | nov.       | déc.       | année      |
| ------------------------------------- | ---------- | ---------- | ---------- | ---------- | --------- | --------- | --------- | -------- | --------- | ---------- | ---------- | ---------- | ---------- |
| Température minimale moyenne (°C)     | −11        | −11,3      | −5,4       | 3,7        | 9         | 17,6      | 19,2      | 17,2     | 12,5      | 7,5        | 3,4        | −0,2       | 1,7        |
| Température moyenne (°C)              | −8,9       | −8,4       | −2,9       | 7,4        | 14,5      | 18,5      | 19,7      | 18,2     | 12,3      | 5,3        | −1,8       | −6,3       | 5,7        |
| Température maximale moyenne (°C)     | −4,5       | −3,9       | 2          | 13,2       | 20,9      | 24,4      | 25,3      | 23,9     | 17,9      | 9,8        | 0,7        | −3         | 10,6       |
| Record de froid (°C) date du record   | −37,4 2006 | −36,9 1956 | −30,4 1964 | −15,3 1963 | −4 2006   | 0,5 2008  | 4,6 1957  | 2,5 1973 | −3,7 1973 | −14,7 1968 | −29,3 1998 | −36,1 1978 | −37,4 2006 |
| Record de chaleur (°C) date du record | 6,6 2007   | 8,5 1990   | 17,6 1951  | 29,7 1950  | 36,1 2007 | 37,8 1991 | 41,1 2010 | 41 2010  | 35,2 1944 | 26,5 1999  | 14,5 1942  | 9,3 2008   | 41,1 2010  |
| Précipitations (mm)                   | 35         | 31         | 29         | 29         | 45        | 63        | 75        | 42       | 54        | 49         | 50         | 47         | 549        |

## Histoire

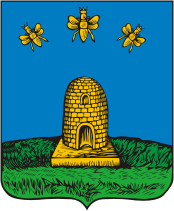
Armoiries de Tambov en 1781.

Dans l'Empire russe la ville est à partir de 1798 la capitale du gouvernement de Tambov (au territoire plus vaste que l’actuelle oblast).

### Camp de prisonniers de Tambov
Durant la Seconde Guerre mondiale, les malgré-nous de Moselle et d'Alsace incorporés de force à partir du mois d'août 1942 dans l'armée allemande, mais aussi des enrôlés de force luxembourgeois, prisonniers des Soviétiques furent (en grande partie) internés dans le camp 188.
Plusieurs centaines de prisonniers de guerre français ou belges affectés à des stalags situés dans les régions conquises par l'Armée rouge transitèrent par le camp de Tambov et furent soumis aux conditions de travail et de vie déplorables de ce camp avant, pour les survivants, d'être transférés vers Odessa. Sur intervention du général Petit, 1500 malgré-nous sont libérés. Passant par Téhéran puis Haïfa, ils ont été incorporés dans l'armée Française de Libération.

## Politique et administration

### Autorités

Douma de Tambov.

Le maire est Maksim Iourievitch Kossenkov, du parti Rodina depuis 2022 (de 2020 à 2022 en intérim).

### Tendances politiques
| Scrutin          | 1er tour | 1er tour | 1er tour | 1er tour | 1er tour | 1er tour | 1er tour | 1er tour | 1er tour | 1er tour | 1er tour | 1er tour | 2d tour     | 2d tour     | 2d tour     | 2d tour     | 2d tour     | 2d tour     | 2d tour     | 2d tour     | 2d tour     | 2d tour     |
| Scrutin          | 1er      | 1er      | %        | 2e       | 2e       | %        | 3e       | 3e       | %        | 4e       | 4e       | %        | 1er         | 1er         | %           | 2e          | 2e          | %           | 3e          | %           | 4e          | %           |
| ---------------- | -------- | -------- | -------- | -------- | -------- | -------- | -------- | -------- | -------- | -------- | -------- | -------- | ----------- | ----------- | ----------- | ----------- | ----------- | ----------- | ----------- | ----------- | ----------- | ----------- |
| Municipales 2020 |          | Rodina   | 44,18    |          | ER       | 23,42    |          | KPRF     | 10,62    |          | SRZP     | 7,21     | Tour unique | Tour unique | Tour unique | Tour unique | Tour unique | Tour unique | Tour unique | Tour unique | Tour unique | Tour unique |

## Population et société

### Démographie
Au cours des années 1990, la situation démographique de Tambov s'est détériorée. En 2005, le solde naturel accusait un déficit de 7,5 pour mille, avec un taux de natalité faible (8,4 pour mille) et un taux de mortalité élevé (15,9 pour mille).
Recensements (*) ou estimations de la population :
| 1856   | 1863   | 1897*  | 1913   | 1926*  | 1939*   | 1959*   |
| ------ | ------ | ------ | ------ | ------ | ------- | ------- |
| 22 000 | 36 000 | 48 015 | 70 800 | 73 714 | 106 221 | 172 171 |

| 1970*   | 1979*   | 1989*   | 2002*   | 2010*   | 2012    | 2013    |
| ------- | ------- | ------- | ------- | ------- | ------- | ------- |
| 229 791 | 294 881 | 329 589 | 293 658 | 280 161 | 280 856 | 281 834 |

| 2014    | 2015    | 2016    | 2017    | 2018    | 2019    | 2020    |
| ------- | ------- | ------- | ------- | ------- | ------- | ------- |
| 284 972 | 288 895 | 288 414 | 290 365 | 293 661 | 291 663 | 292 140 |

### Éducation
L’Université d’Etat de Tambov a été fondée en 1918 et est une université avec des fortes traditions académiques. L’Université est nommée d’après Gavrila Derjavine, homme d’Etat russe et grand poète.

### Sports

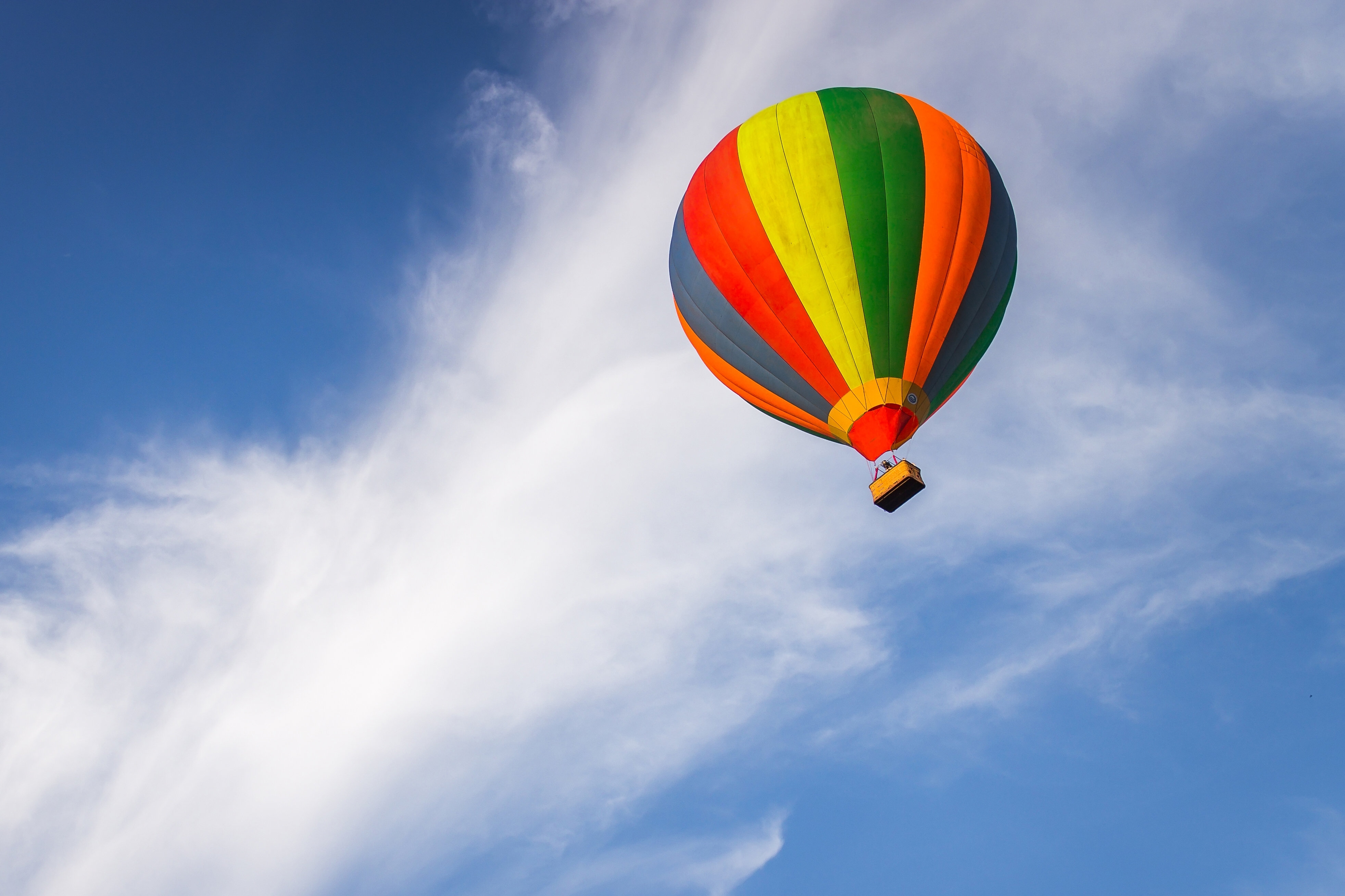
Montgolfière dans le ciel de Tambov. Juin 2022.

- FK Spartak Tambov, club de football ayant existé de 1960 à 2014.
- FK Tambov, club de football fondé en 2013 et évoluant en deuxième division russe.

## Culture locale et patrimoine

### Architecture

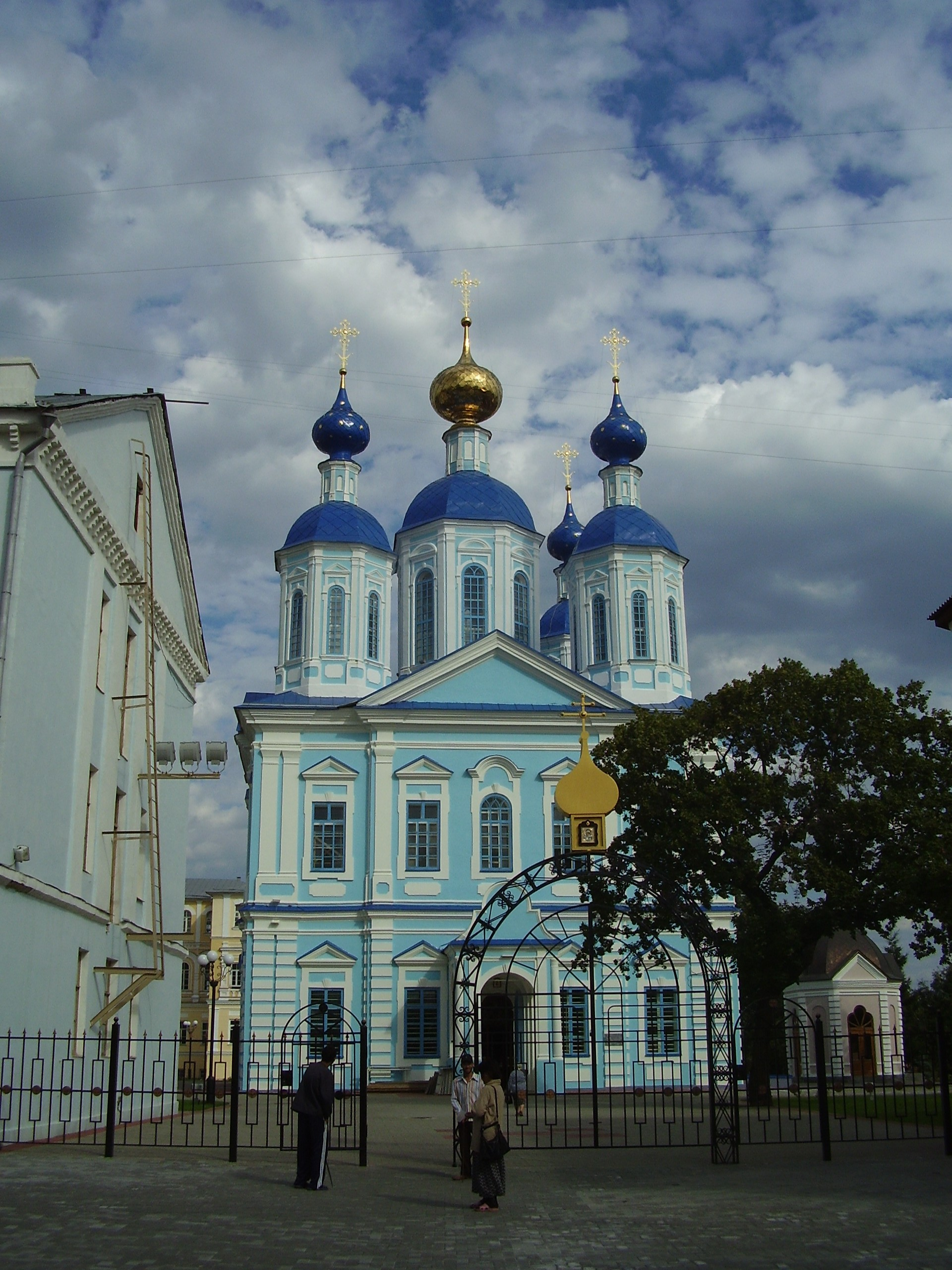
Façade de l'église Notre-Dame-de-Kazan.

- Cathédrale de la Transfiguration-du-Sauveur (orthodoxe), XVIIIe siècle
- Monastère Notre-Dame-de-Kazan (orthodoxe), 1667
- Église de l'Intercession (orthodoxe), 1763
- Église Notre-Dame-de-Kazan (orthodoxe), d'architecture néoclassique 1791-1796
- Église Saint-Jean-Baptiste (orthodoxe), 1821
- Église de l'Exaltation-de-la-Sainte-Croix, d'architecture néogothique (catholique), 1898-1903
- Collégiale de l'Ascension (orthodoxe), 2007
- Église Saint-Georges (orthodoxe), 2010

### Monuments

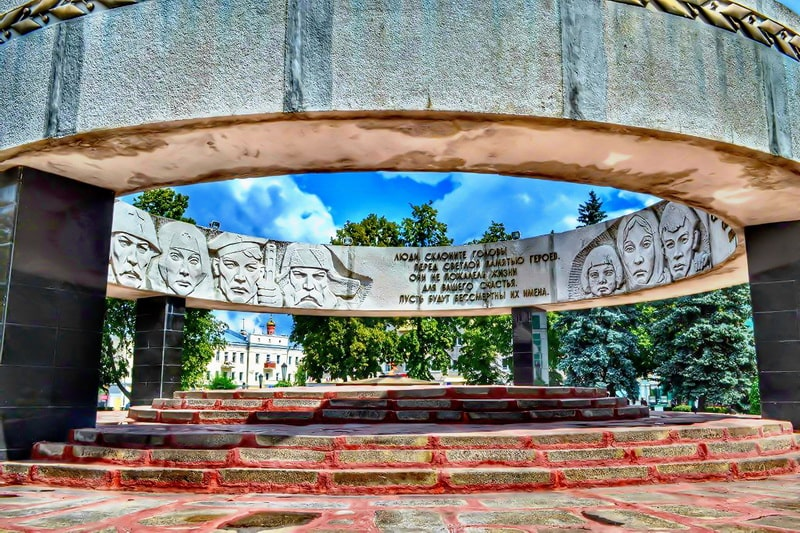
« Flamme éternelle » sur la place Sobornaya[6] (ouvert le 9 mai 1970).

## Personnalités
Sont nés à Tambov :
- Boris Tchitcherine (1828–1904), juriste et philosophe politique russe
- Leonid Wiazemsky (1848–1909), aristocrate russe
- Constantin Fahlberg (1850–1910), chimiste russe-allemand et l'inventeur de la saccharine
- Piotr Outkine (1877–1934), peintre, symboliste russe
- Vladimir Chtchouko (1878–1939), architecte russe et soviétique
- Maria Spiridonova (1884–1941), révolutionnaire russe
- Alekseï Selesnieff (1888–1967), joueur d'échecs et compositeur de problèmes d'échecs soviétique
- Lev Koulechov (1899–1970), cinéaste et théoricien russe puis soviétique
- Andreï Kolmogorov (1903–1987), mathématicien soviétique et russe
- Gueorgui Mouchel (1909–1989), compositeur russe
- Olga Ivinskaïa (1912–1995), éditrice, traductrice et écrivain russe, amante et muse de Boris Pasternak de 1946 à 1960
- Viktor Merjanov (1919–2012), pianiste soviétique puis russe
- Svetlana Babanina (1943), nageuse soviétique
- Svetlana Nageykina (1965), skieuse de fond ayant évolué sous les couleurs de l'Union soviétique, de la Russie et de la Biélorussie
- Kyrylo Pospyeyev (1975), coureur cycliste professionnel ukrainien
- Anastasia Rodionova (1982), joueuse de tennis professionnelle, athlète olympique.
- Iouri Jirkov (1983), footballeur russe
- Arina Rodionova (1989), joueuse de tennis professionnelle, athlète olympique.
- Anastasia Tyurina (2010-), joueuse de balalaïka russe.

Sont décédés à Tambov :
- Ilya Alekseevich Shatrov (1879-1952), militaire et compositeur russe

Détenus au camp de Tambov :
- Camille Claus (1920-2005), peintre français.
- Louis Wiederkehr (1925-2010), artisan-peintre français, restaurateur du patrimoine historique.